# 生駒正親
生駒 正親（いこま まさちか、延宝6年12月20日（1679年2月1日） - 宝永3年1月27日（1706年3月11日））は、江戸時代前期の旗本。幼名は長松、通称は小次郎、玄蕃。

## 生涯
交代寄合生駒親興の長男として誕生した。元禄10年（1697年）10月28日、将軍徳川綱吉に御目見する。元禄15年（1702年）6月23日、親興の死去により家督を相続する。宝永3年（1706年）1月27日、死去。29歳。正室は保田宗郷の娘。子女はいない。末弟の親猶が養子として家督を相続した。